# Мичман Панин
«Мичман Панин» — художественный фильм Михаила Швейцера. Премьера картины состоялась 25 мая 1960 года.  «Мичман Панин» стал одним из лидеров советского проката 1960 года, собрав у экранов 28,9 миллионов зрителей и заняв 11 место по посещаемости.

## Сюжет
Фильм о революционной деятельности моряков Балтийского флота в годы, предшествующие первой мировой войне. Моряки крейсера «Елизавета» во главе с мичманом Паниным спасают приговорённых к смертной казни революционеров и помогают им бежать за границу.
В мае 1912 года в военной крепости Кронштадт судили тринадцать революционеров-подпольщиков. Суд приговорил всех обвиняемых в политических преступлениях к смертной казни через повешение. Руководители кронштадтского большевистского подполья приняли решение помочь своим товарищам избежать виселицы. Был составлен план, согласно которому спасти заключенных предстояло во время транспортировки их к месту казни.
Одним из тех, кто участвовал в этой рискованной операции, стал юнкер Морского инженерного училища Василий Панин (Вячеслав Тихонов). В день, на который было назначено освобождение арестантов, Панин был произведён в мичманы и получил назначение на крейсер «Елизавета», отправлявшийся к французским берегам.
Политзаключённых, вышедших после своего освобождения в море на рыбацкой шхуне, Панин и его товарищи-большевики тайно приняли на борт своего корабля, спрятав в одном из нерабочих котлов. Через несколько дней беглецы были обнаружены унтер-офицером Савичевым (Леонид Кмит), которого Панин, опасаясь разоблачения, столкнул за борт.
По прибытии «Елизаветы» в Гавр освобождённые подпольщики вместе с отправившимися в увольнение матросами сошли на берег. Их уход прикрывал Панин, который был разводящим команды. Когда же вечером вернулось на тринадцать человек меньше, чем ушло, капитан крейсера Сергеев (Николай Сергеев), обо всём догадавшись, предложил мичману отстать от корабля и остаться во Франции. За границей Панин наладил связь с находившимися в эмиграции революционерами, которые, снабдив его деньгами и документами, помогли вернуться в Россию.
Получив личное письмо от Ленина, сожалеющего о том, что адресат покинул флот, Панин решает добраться до Кронштадта и продолжить службу на «Елизавете». За фактическое дезертирство с боевого корабля ему придётся пойти под суд, в ходе которого упорно и последовательно придерживаться очень непростой, но остроумной позиции…

## В ролях
- Вячеслав Тихонов — мичман Василий Панин
- Николай Сергеев — капитан Николай Васильевич Сергеев
- Никита Подгорный — мичман Ведерников
- Леонид Куравлёв — Пётр Камушкин, кочегар
- Иван Переверзев — Иван Григорьев, боцман
- Лев Поляков — офицер Грузинов
- Олег Голубицкий — офицер Станислав Михайлович Пекарский
- Леонид Кмит — унтер-офицер Савичев
- Владимир Покровский — старший офицер Фарафонтьев
- Николай Пажитнов — штабс-капитан Бах, судовой врач
- Григорий Шпигель — отец Феоктист
- Евгений Тетерин — Роберт Николаевич Вирен, военный губернатор Кронштадта
- Даниил Нетребин — Маркелов
- Григорий Михайлов — Барабанов
- Николай Граббе — матрос Рисман
- Рудольф Панков — юнга Обысов
- Михаил Глузский — Усольцев, организатор бегства
- Степан Бубнов — боцман
- Николай Хрящиков — факельщик
- Владимир Ферапонтов — радист
- Лидия Смирнова — жена боцмана Григорьева
- Лариса Кадочникова — Жозефина
- Евгений Буренков — раненый большевик
- Александр Смирнов — офицер флота (нет в титрах)
- Степан Борисов — вестовой ком. корабля

## Съёмочная группа
- Авторы сценария: Семен Львович Лунгин, Илья Исаакович Нусинов
- Режиссёр: Михаил Абрамович Швейцер
- Оператор: Тимофей Павлович Лебешев
- Художники: Лев Исаакович Мильчин, Ирина Викторовна Шретер

## История создания
Прототипом главного героя фильма стал старый большевик, кавалер ордена Красного Знамени, участник Гражданской войны Василий Панюшкин, по мотивам воспоминаний которого Семёном Лунгиным и Ильёй Нусиновым был написан сценарий. Роль кочегара Петра Камушкина стала дебютом в кино Леонида Куравлёва.
Крейсер «Елизавета» изображал минный заградитель «Ока», в прошлом — императорская яхта «Штандарт».
Действие происходит до 1909 года, иначе на погонах мичмана было бы по 2 звезды.
Родившийся в дворянской семье актёр Николай Васильевич Сергеев сыграл капитана корабля по имени Николай Васильевич Сергеев.